# Amina (ort)
Amina är en ort i Dominikanska republiken.   Den ligger i provinsen Valverde, i den centrala delen av landet, 160 km nordväst om huvudstaden Santo Domingo. Amina ligger 80 meter över havet och antalet invånare är 1 910.
Terrängen runt Amina är platt. Runt Amina är det tätbefolkat, med 276 invånare per kvadratkilometer. Närmaste större samhälle är Esperanza, 4,2 km norr om Amina. Omgivningarna runt Amina är en mosaik av jordbruksmark och naturlig växtlighet.